# نان و شعر
نان و شعر فیلمی به کارگردانی  و نویسندگی کیومرث پوراحمد محصول سال ۱۳۷۲ است. این فیلم بر اساس داستانهای عاشق کتاب، کتابخوان، نان، شهرت، و زبان بسته ها از مجموعه قصه های مجید، نوشته هوشنگ مرادی کرمانی ساخته شده است.

## خلاصه داستان
«مجید» که در نانوایی کار می‌کند، شعر می‌سراید و شعرهایش را برای چاپ به مجله‌ها می‌فرستد. او تصادفاً چند صفحه از رمان «بینوایان» هوگو را به دست می‌آورد و برای تهیهٔ خود کتاب به کتابخانه می‌رود. اما مسئولان کتابخانه به این دلیل که مجید عضو کتابخانه نیست کتاب را به او امانت نمی‌دهند. مجید یکی از کتاب‌های شوهر خواهرش آقاکمال را به کتابخانه می‌برد و با کتاب «بینوایان» عوض می‌کند، غافل از آن که لای کتاب آقاکمال یک چک ۶۳۵ هزارتومانی است. یک کارگردان تلویزیون کتاب را به امانت می‌گیرد، و مجید به دنبال کارگردان به محل فیلمبرداری می‌رود و کتاب را به دست می‌آورد، اما چک را نمی‌یابد. مجید از بیم توبیخ و تنبیه، دو شب در نانوایی می‌خوابد و سپس همراه بی بی به خانهٔ کارگردان می‌رود؛ اما باز به چک دست پیدا نمی‌کند. در این اثنا عکس و شعر مجید در مجله‌ای چاپ می‌شود و او که سر از پا نمی‌شناسد موضوع را با بی بی در میان می‌گذارد، اما بی بی او را شماتت می‌کند، مجید به انجمن شاعران شهر راه می‌یابد و یکی از شعرهایش را در انجمن می‌خواند. مجید و شعرش مورد توجه قرار می‌گیرد، و کارگردان که برای فیلمبرداری به انجمن آمده چک را به مجید بازمی‌گرداند و مجید چک را به آقاکمال تحویل می‌دهد و بی بی با مهربانی از مجید استقبال می‌کند.

## بازیگران
- پروین‌دخت یزدانیان
- مهدی باقربیگی
- جمشید صدری
- محمدعلی میانداری
- آسیه کلانی
- محسن ملکی
- زهره طائی
- سارا سلطانی
- حسن اکبری
- ناصر اعتزازی
- مهران ریحانی
- ابوالحسن زارع
- محمد اعتزازی
- اکبر گلستانی
- محمدعلی اتراک
- زهرا برومندنیا
- علی براتی
- حسن شبانروزی
- محمد رضا سعیدی
- جواد هدایی
- حمید کرمانی
- اکبر جمشیدی